# Metazygia peckorum
Metazygia peckorum är en spindelart som beskrevs av Levi 1995. Metazygia peckorum ingår i släktet Metazygia och familjen hjulspindlar. Inga underarter finns listade i Catalogue of Life.